# シューメーカー彗星 (C/1984 U1)
シューメーカー彗星（シューメーカーすいせい、Shoemaker）とは、非周期彗星もしくは長周期彗星である。彗星の命名規則による名称はC/1984 U1。
C/1984 U1は、知られている中で最も軌道傾斜角の値が大きい彗星である。179.21度という逆行軌道で公転しており、逆に傾きそのものは0.8度とほとんど平らである。これは、順行軌道で最も平らであるゲーレルス第3彗星の1.13度よりも傾いていない。